# 相関関係と因果関係
相関関係と因果関係（そうかんかんけいといんがかんけい）では、相関関係と因果関係の違いおよび関係について解説する。

## 概要
因果関係は相関関係を含意するが、相関関係は因果関係を含意しない。
相関関係と因果関係の関係は、以下のようにも説明される。
- 因果は相関の十分条件である。
- 相関は因果の必要条件である。
- 相関は因果の十分条件でない。
- 因果は相関の必要条件でない。

「相関関係は因果関係を含意しない」は、科学や統計学で使われる語句で、2つの変数の相関が自動的に一方がもう一方の原因を意味するというわけではないことを強調したものである（もちろん、そのような関係がある場合を完全に否定するものではない）。全く逆の言葉である「相関関係は因果関係を証明する」は、同時または前後に生じた二事象間の因果関係を主張するが、これは誤謬である。このような誤謬は虚偽の原因の誤謬という（ラテン語では「Cum hoc ergo propter hoc.」、直訳すると「それとともに、そしてそれ故に」）。前後即因果の誤謬は、二事象間に先後関係があることを前提とし、「虚偽の原因の誤謬」の一種である。
相関と因果に何らかの関係があるというのは正しく、因果関係を証明するには、相関関係の存在が必要となる。相関関係は因果関係ではないが、それらが等価でないことを単に述べると、両者の関係についての情報が欠落する。
エドワード・タフティは、相関関係と因果関係について述べるには、最低でも以下いずれかのようにすべきではないかと示唆した。
- 経験的に観察された共変動は、因果関係の必要条件だが十分条件ではない。
- 相関関係は因果関係と同じではない。相関関係は因果関係の単なる必要条件の1つである。

## 一般形式
虚偽の原因の誤謬は、次のように表現できる。
1. 事象 A の発生は、事象 B と相関する。
2. したがって、A は B の原因である。

この種の誤謬では、複数事象間の相関を観測しただけで、両事象の因果関係を断定している。しかし、実際には、以下の可能性があるため、早とちりを疑うべきである。
- B が A の原因である。（因果関係が逆）
- 未知の第3の要因 C があり（交絡）、実際には A も B も C を原因とする。（擬似相関）
- 単なる偶然であるか、または実質的に偶然といえるほど複雑で迂遠である（風が吹けば桶屋が儲かる）。

また、場合によっては、B が A の原因ながら、A が B の原因であることもある。ポジティブフィードバックシステムの動作はこれに当たる。
言い換えれば、AとBに相関があるという事実だけで、それらの間の因果関係を結論付けることはできない。たとえ相関関係が有意で効果量が大きかったり、分散の大部分が説明されている（決定係数が高い）としても、因果関係の存在を確定するにはさらなる調査・研究が必要である。

## 誤謬の例

### 先後関係の逆転
火災現場に出動する消防士が多いほど、火災の規模は大きい。したがって、出動する消防士が多いと、火災が大きくなる。
火災規模と消防士の出動人数は強く相関する。しかし、（極稀なケースを除き）出動人数の多さに因って火災規模が増すことはない。火災が大きいから消防士が多く出動するわけであり、時間的な順序が逆にされている。未来側の事象は、過去側の事象の原因にならない。

### 擬似相関（交絡因子の見落とし）
下の例では、交絡変数という未知の変数が相関する両者に影響している。
アイスクリームの売り上げが伸びると、水死者数も増える。そのため、アイスクリームが水死の原因である。
アイスクリームがよく売れる原因は暑さであり、水死が増えるのも暑さで水遊び日和になるからである。したがって、暑さがアイスクリーム増販と水死者増加の交絡因子（共通原因）である。
ホルモン補充療法（HRT）を行う女性にて、冠状動脈性心臓病（CHD）の発生率が低い。そのため、HRTはCHD予防に効果がある。
上記の旨が提案されたことがあるが、しかし、対照試験を行うと、HRTによってCHDのリスクが若干、有意に増加を示した。データを再検討すると、HRTを受けていた女性は上流階級が多く、ダイエットやエクササイズをよく行っていたと判った。つまり、HRTの受療と、CHD発症率の低さは、共通原因の結果であり、提案通りの因果関係は存在しない。
明かりをつけたまま眠る若者は、その後近視になる可能性が高い。
これは、ペンシルベニア大学医療センターの研究例である。その研究は1999年5月13日発行のネイチャー誌で発表され、一般的なメディアでも大きく取り上げられた。しかし、後にオハイオ州立大学が行った研究では、赤ちゃんを明かりをつけたまま寝かせることと近視に関係があるという結果は得られなかった。それとは別に両親が近視の子供は近視になる確率が高いという結果が得られ、近視の両親が子供を明かりをつけた寝室で寝かせることが多いという傾向があった。つまり、この場合の交絡変数は、両親の近視と考えられる。

### 偶然の一致
1950年代以降、大気のCO2レベルと犯罪レベルは同時に増大してきた。したがって、大気中のCO2増加が犯罪増加の原因である。
この例は、もし因果関係があるとしたら非常に複雑で迂遠な原理があると考えられ、増加が相関しているというだけで因果関係を結論付けるのは尚早である。
海賊が減るにつれて、地球温暖化が大きな問題となってきた。したがって、海賊の減少は、地球温暖化の原因である。
これはパロディ宗教である空飛ぶスパゲッティ・モンスター教が、相関と因果を混同する誤謬の風刺に用いた例である。
ドイツ社会民主党の得票率は、連邦選挙の年における、百万t単位で計数された西ドイツ全州の粗鋼生産量に等しい。
ジョーク的な例として、1983年の西ドイツにおけるミーアシャイトの法則がある。同党の選挙での得票率と、粗鋼生産量の相関に言及するものである。（ただし、社会民主主義政党の得票と粗鋼生産量の間には、「経済成長の推移が双方の原因」という擬似相関はあるかもしれない。）

## 因果関係の判定
デイヴィッド・ヒュームは、因果関係は経験に基づくとしたが、同様に経験は未来が過去に倣うという仮定に基づくともし、その仮定も経験に基づくとした。これは一種の循環論法である。彼は「因果関係は具体的推論に基づかない」と結論付け、観測できるのは相関関係だけだとした。
直観的に、因果関係には相関関係だけでなく反事実的依存関係（counterfactual dependence）も必要と思われる。例えば、ある学生のテストの成績が悪く、その原因が勉強しなかったためだとしよう。これを証明するには、反事実（counterfactual）として、同じ学生が同じ環境で同じテストを受けるが、勉強はしっかりしてきた場合を想定する。時間を巻戻すことができれば、これ（その学生に勉強させること）を実際に試すことができ、元のバージョンとやり直したバージョンを比較することで因果関係を観測できる。実際には時間を巻戻してやり直すことはできないので、因果関係は正確に知ることはできず、推測することしかできない。これを「因果的推論の根本問題（Fundamental Problem of Causal Inference）」と呼ぶ。
科学的実験と統計的手法は、世界の反事実的状態を可能な限り近似することを主な目標の1つとしている。例えば、一貫してテストで同じ成績をとる一卵性双生児を対象として実験を行うとする。一方を6時間勉強させ、もう一方は遊園地で遊ばせる。その後のテストで成績が大きく異なれば、勉強（あるいは遊園地に行くこと）がテストの成績に因果的効果をもたらす強い証拠になる。このような実験を経れば、勉強とテストの成績の間には因果関係があるとほぼ確実に言える。
統計学的手法は、個人の等価性の代わりに集団の等価性を用いる。そのために、2つ以上の集団から無作為に標本を抽出する。完全なシステムではないが、被験者を無作為に抽出して、実際の治療を行う集団と偽薬を与える集団に置き、それら集団がなるべくあらゆる面で等質となるようにする。これによって、その治療法と偽薬の効果に大きな違いが現れれば、その治療法はその疾病を治療する因果的効果があると結論付けることができる。実験結果の有意性を定量化したものを統計用語でP値と呼ぶ。